# Hrabstwo Morton (Kansas)

Piramida wieku hrabstwa

Hrabstwo Morton – hrabstwo położone w Stanach Zjednoczonych, w stanie Kansas, z siedzibą w mieście Elkhart. Założone 20 lutego 1886 roku. Hrabstwo należy do nielicznych hrabstw w Stanach Zjednoczonych należących do tzw. dry county, czyli hrabstw gdzie decyzją lokalnych władz obowiązuje całkowita prohibicja.

## Miasta
- Elkhart
- Rolla
- Richfield

## Park Narodowy
- Cimarron National Grassland

## Sąsiednie Hrabstwa
- Hrabstwo Stanton
- Hrabstwo Stevens
- Hrabstwo Texas, Oklahoma
- Hrabstwo Cimarron, Oklahoma
- Hrabstwo Baca, Kolorado